# Oxytropis hypsophila
Oxytropis hypsophila är en ärtväxtart som beskrevs av Aleksandr Andrejevitj Bunge. Oxytropis hypsophila ingår i släktet klovedlar, och familjen ärtväxter. Inga underarter finns listade i Catalogue of Life.